# 12 Downing Street
Le 12 Downing Street est la résidence officielle du Chief Whip, secrétaire du parti majoritaire au Parlement du Royaume-Uni.

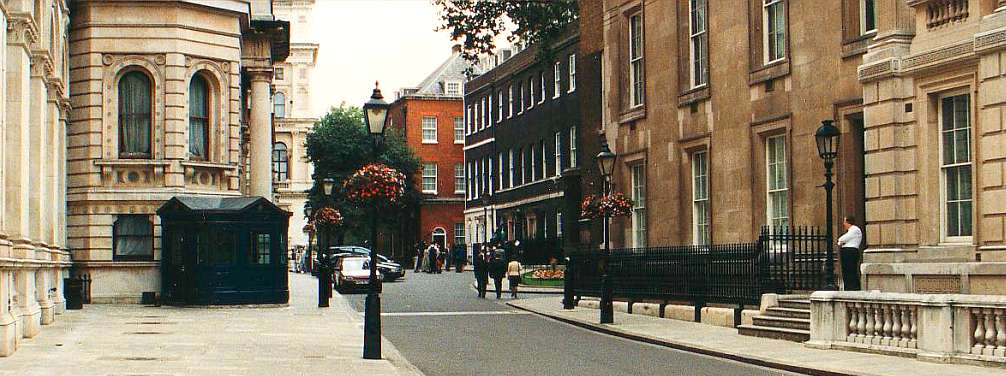
Downing Street, photo prise vers l'ouest. Le ministère des affaires étrangères (Foreign and Commonwealth office) est situé à gauche, la maison rouge porte le numéro 12, la maison sombre porte les numéros 11 et 10 (ce dernier est situé plus près, partiellement caché), le bâtiment à droite est l'aile Charles Barry du Cabinet Office, dont l'entrée principale donne sur Whitehall.

Sous le gouvernement de Gordon Brown, le bâtiment est occupé par le bureau de presse du Premier ministre.
Le bâtiment est mitoyen d'autres résidences officielles : le 10 Downing Street (résidence du Premier Lord du Trésor, occupée par le Premier ministre depuis le début du XXe siècle) et le 11 Downing Street (résidence officielle du Second Lord du Trésor qui, dans les années récentes, est devenu Chancelier de l'Échiquier).